# 韓棱
韓 棱（かん りょう、生年不詳 - 98年）は、後漢の官僚・政治家。字は伯師。本貫は潁川郡舞陽県。弓高侯韓頽当（韓王信の子）の末裔にあたる。韓稜とも書かれる。

## 経歴
建武年間に隴西太守に上った韓尋の子として生まれた。4歳で父を失い、弟を養って孝友として知られた。
はじめ郡の功曹となった。太守の葛興が中風のために行政を執ることができなくなると、韓棱がひそかに代わって事務を代行した。葛興の子に恨まれて、韓棱が葛興の病を隠して郡を統治していることが暴露され、禁錮の処分を受けた。明帝は韓棱の忠義を知って、後に原職に復帰させた。
韓棱は洛陽に召し出され、5回転任して尚書令となり、僕射の郅寿や尚書の陳寵とともに有能で知られた。章帝は「韓棱は楚の龍淵、郅寿は蜀の漢文、陳寵は済南の椎成である（韓棱は楚の深謀遠慮な人物、郅寿は蜀の文章達者な人物、陳寵は済南の質朴温良な人物である）」とこの3人を評した。
和帝が即位すると、侍中の竇憲が人を派遣して斉煬王劉石の子の都郷侯劉暢を上東門で刺殺させた。官僚たちは竇憲を恐れて、劉暢兄弟が悪いと結論づけようとした。和帝が侍御史を派遣してこの事件を調べさせると、韓棱は「京師（洛陽）に賊がいる」と上疏した。竇太后はこれに怒って韓棱を責めたが、韓棱は持論を曲げなかった。劉暢殺害の真相が発覚すると、竇憲は北匈奴を征討して贖罪したいと申し出た。韓棱は再び上疏して諫めたが、太后は聞き入れず北伐が断行された。竇憲は功績を挙げて凱旋し、大将軍に上って権勢を振るった。
和帝が西方の園陵に参拝するにあたって、竇憲が到着したときに尚書以下の官が「万歳」を称するよう申し合わせようとした。韓棱は「礼に人臣に万歳を称するの制なし」と反対したため、取りやめられた。韓棱は良吏の応順・呂章・周紆らを朝廷に推挙した。竇憲一族の粛清にあたって、韓棱はその計画に参与し、和帝から報賞を受けた。
韓棱は南陽太守に転じ、盗賊の摘発に尽力し、その統治は「厳平」と称された。数年後、洛陽に召還されて太僕となった。97年（永元9年）12月、張奮に代わって司空となった。98年（永元10年）7月己巳、韓棱は死去した。
子の韓輔は安帝のとき趙国の相となった。また孫の韓演（韓縯）が知られた。

## 伝記資料
- 『後漢書』巻45 列伝第35